# Creu de la Pedra dreta
La Creu de la Pedra dreta és una creu de terme de Sant Mateu de Bages (Bages) situada a uns 200 metres al nord-est del nucli de Sant Mateu, en el camí cap a la granja de can Pla.
Situada al costat d'una alzina monumental que es troba vora l'actual granja de can Pla, al nucli de Sant Mateu de Bages. Antigament per aquest indret hi passava el camí que venia del sector de la masia de les Planes i d'altres cases de pagès. La creu és formada per un pedestal quadrat i, en lloc de fust, té una curiosa i atípica forma cònica formada per tres blocs de pedra. Al damunt hi ha una creu llatina, també de pedra, que té gravat un crismó en una cara. A la base de pedra té una inscripció que diu "Creu de la Pedra Dreta". Fa uns anys la creu era de fusta, però en els incendis de 1994 es va cremar i fou substituïda per l'actual. També l'alzina va quedar força afectada pels incendis i posteriorment ha rebrotat.